# Стахевич Сергій Григорович
Сергій Григорович Стахевич (24 серпня 1843 Путивль, Курська губернія — 13 травня 1918, Петроград) — російський революціонер, член організації «Земля і воля».

## Біографія
Походить з дворян, син чиновника, колезького реєстратора.
Навчався в Орловській гімназії. Вступив до Медико-хірургічної академії у Санкт-Петербурзі. Ще під час навчання в академії, заарештований 4 березня 1863 року за поширення прокламацій революційної організації «Земля і воля» «Ллється польська кров» і 12 березня ув'язнений в Петропавлівську фортецю.
За постановою слідчої комісії відданий під суд Сенату, яким засуджений до позбавлення всіх прав на майно, до заслання на каторжні роботи в фортецях на 6 років і до поселення в Сибір назавжди. Вирок затверджений 30 грудня 1863 року. 22 січня 1864 року відправлений з фортеці в Тобольський наказ про засланців, куди прибув 7 лютого 1864 року. У листопаді 1864 року направлений в Акатуйську в'язницю. У 1865 році переведений в с. Олександрівський Завод. Зустрічався з Миколою Чернишевським.
4 березня 1870 року направлений на поселення в Іркутській губернії. 9 січня 1874 року йому повернуті права. У 1887 році звільнений від поліційного нагляду, а  1892 року отримав право проживання в Європейській Росії.
З 1908 році мешкав у Санкт-Петербурзі, працював бухгалтером.
Помер 13 травня 1918 року в Петрограді від голоду. Похований на Волковському кладовищі.

## Дружина
У 1878—1915 роках одружений з Лідією Фігнер.

## Спогади
- Стахевич С. «Минуле» XXI (1923), 63 сл. (Спогади. Серед політичних злочинців).
- Стахевич С. «Минуле» XXII (1923), 112—134 (Спогади. У Тобольські в'язниці).